# Đội tuyển Fed Cup Syria
Đội tuyển Fed Cup Syria đại diện Syria ở giải đấu quần vợt Fed Cup và được quản lý bởi Liên đoàn Quần vợt Ả Rập Syria. Đội chưa thi đấu lại kể từ năm 2010.

## Lịch sử
Syria tham dự kì Fed Cup đầu tiên vào năm 1994. Thành tích tốt nhất của đội là thứ 3 Nhóm II năm 2005.